# Оголене плавання

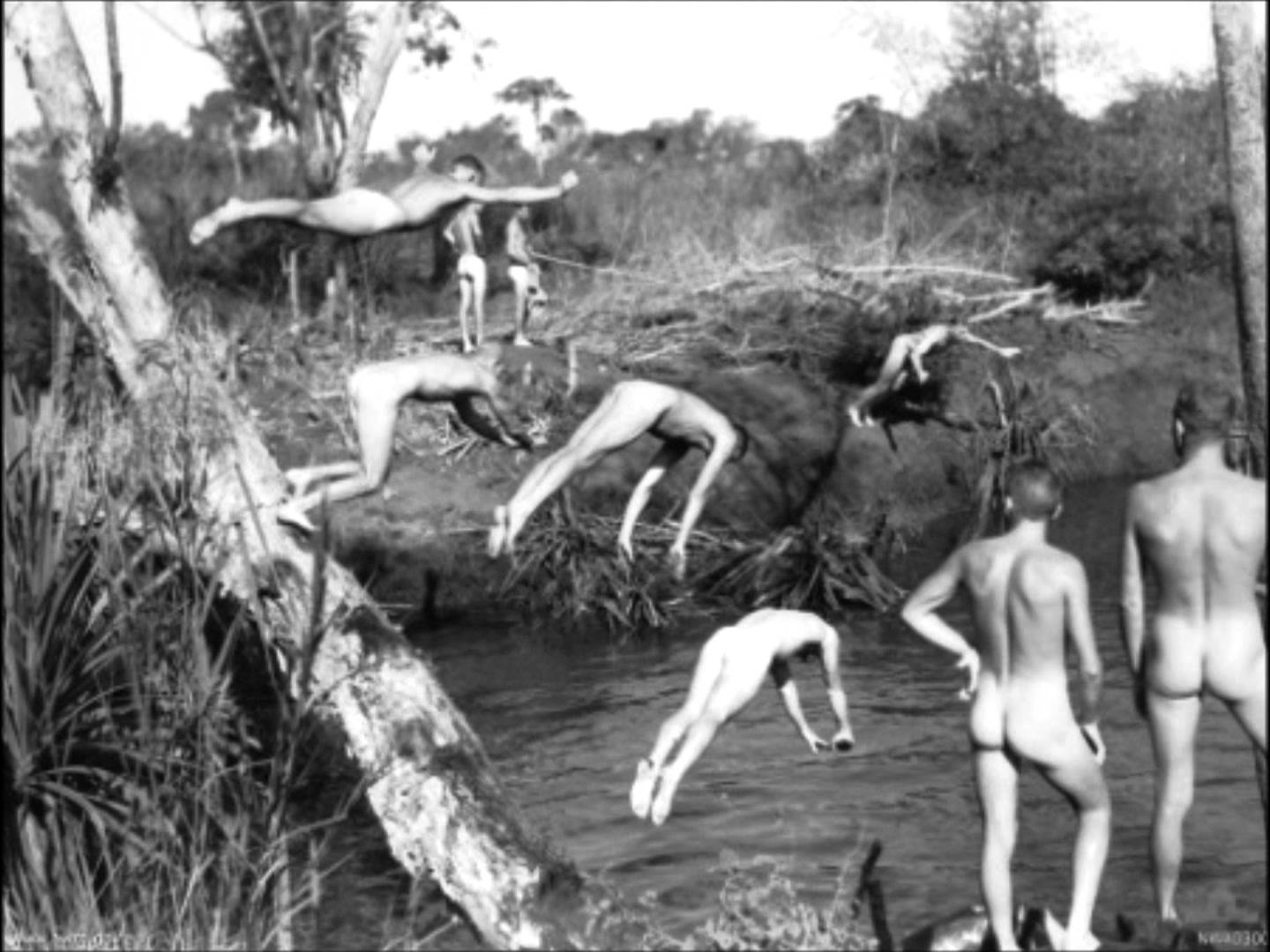
Члени Королівських ВПС Австралії пірнають у річку, 1943 рік

Плавання оголеним — практика плавання без одягу, як у природних водоймах, так і в басейнах. Розмовний термін для оголеного плавання — «плавання голяка».
Як в британській, так і в американській англійській мовах swim означає «пересуватися по воді, переміщаючи тіло або частини тіла». В британській англійській мові "bathing " також означає «плавання»; але в американській англійській мові «bathing» означає миття або будь-яке занурення в рідину з гігієнічними, терапевтичними чи ритуальними цілями. Багато термінів відображають британське використання, наприклад, «sea bathing» та «bathing suit», хоча swimsuit тепер використовується частіше.
У доісторичні часи та протягом більшої частини стародавньої історії і купання, і плавання здійснювалися без одягу, хоча культури відрізнялися щодо того, чи слід купання розділяти за статтю. Християнські спільноти загалом виступали проти змішаного купання оголених людей, хоча не всі перші християни відразу відмовилися від римських традицій змішаного спільного купання. У західних суспільствах до ХХ століття купання оголеним було звичайним для чоловіків і хлопчиків, особливо в контексті лише чоловіків і меншою мірою в присутності одягнених жінок і дівчат. Деякі незахідні суспільства продовжують практикувати змішане купання оголених людей до теперішнього часу, тоді як деякі західні культури стали більш терпимими до цієї практики протягом ХХ століття.
Сучасні практики натуризму включають купання оголеним. Широке визнання натуризму в багатьох європейських країнах призвело до законодавчого визнання купання без одягу у відкритих для публіки місцях. Після короткого періоду популярності громадських " нудистських пляжів " у 1960–1970-х роках у Сполучених Штатах, визнання падає, обмежуючи американське купання оголеним загалом у приватних місцях.

## Історія

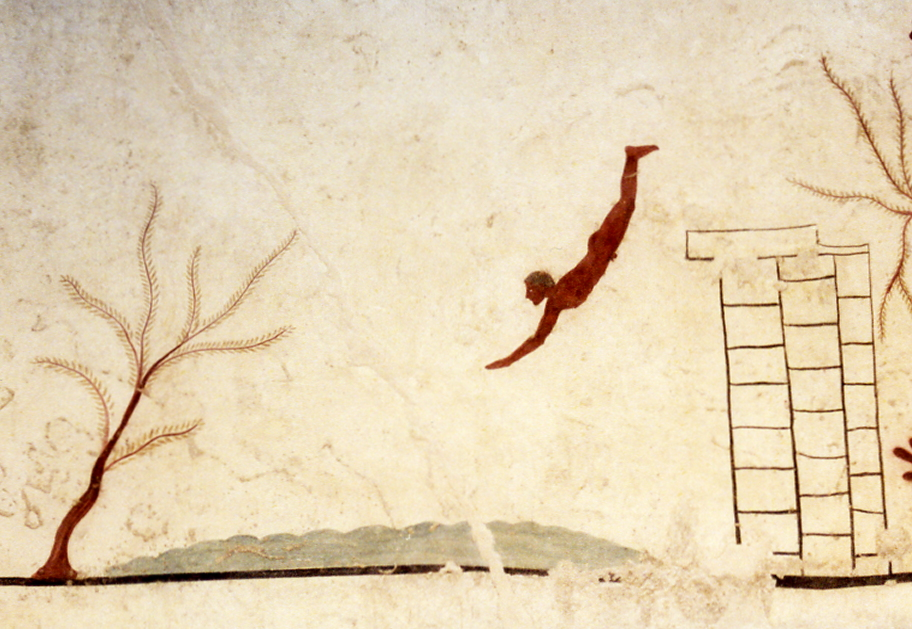
Фреска «Могила водолаза» — Пестум, Італія — близько 470 р. до н.

Виходячи з наскального живопису, знайденого в печерах, людська діяльність плавання існувала багато тисяч років до перших цивілізацій, під час яких люди, як правило, були голі.

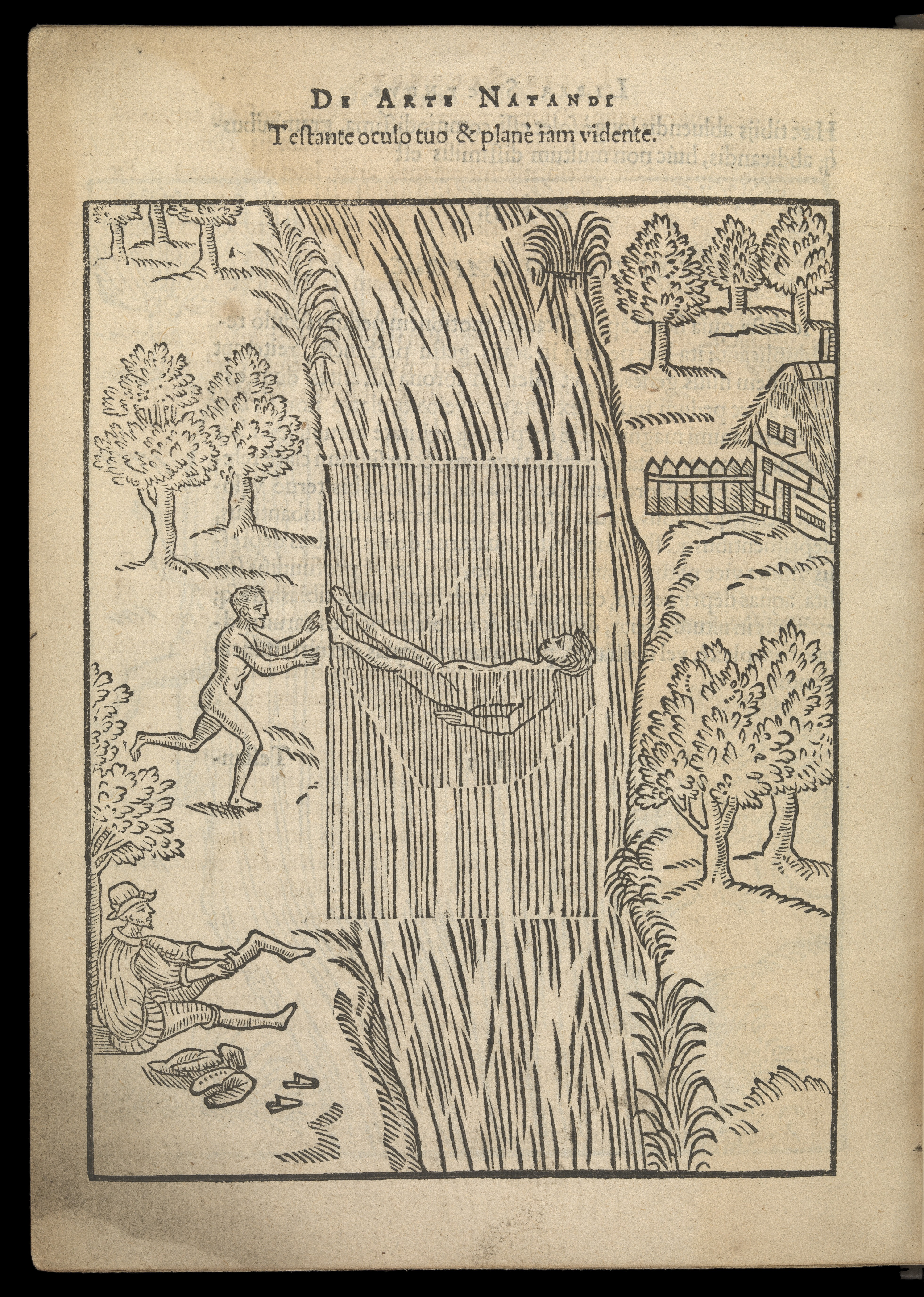
Ілюстрація до книги Еверарда Дігбі «Мистецтво плавання» (De Arte Natandi) (1587)

### Від стародавніх до ранньомодерних
У Стародавньому Єгипті одяг був символом соціального статусу, роблячи наготу дорослих ознакою низького статусу або бідності. Однак діти, навіть із вищих класів, були б голі до статевого дозрівання. Робітники будь-якої статі носили набедрену пов'язку або спідницю, якщо в їхні завдання не входило плавання; рибалки та човнярі часто працювали оголеними.
У Стародавньому Римі одяг також символізував соціальний статус, але громадські лазні були винятком. Бані могли включати басейни, які розташовувалися у відкритих дворах.
Плавання стало дедалі непопулярнішим після падіння Західної Римської імперії, оскільки християнська церква вважала його грішним і нездоровим. Незважаючи на церковне вчення, плавання та купання повернулися в ХІІ столітті, іноді без поділу статей.:9–10 Книга Еверарда Дігбі «Мистецтво плавання» (De Arte Natandi) була опублікована в 1587 році, кинувши виклик англіканської церкви. Книга інструкцій Мельхіседека Тевено 1696 року, також названа «Мистецтво плавання», була проілюстрована 40 гравюрами на міді, які показували, що плавали зазвичай оголеними.
Корінні народи, що плавають оголеними, зображувалися колоністами в Америці, починаючи з XVI століття.

### Сучасна епоха

#### Австралія
У вікторіанську епоху в Аделаїді були побудовані громадські лазні та басейни, щоб вирішити проблеми здоров'я та безпеки, а також зменшити практику оголеного плавання у відкритих водоймах. Відвідувачам басейну видали купальні костюми.

#### Англія
Скромний одяг для купання чи плавання не розглядався до XV століття, коли жінки почали носити купальні сукні, а чоловіки — білизняні кальсони. У чоловічих групах чоловіки продовжували плавати оголеними в річках і морі до середини ХІХ століття.

##### XVIII століття
Офіційний дрес-код Bath Corporation від 1737 року забороняв чоловікам і жінкам купатися оголеними як вдень, так і вночі.
На початку 1730-х років модне морське купання спочатку наслідувало традицію оздоровлення всередині країни.:12 Морські курорти для купання були створені за зразком Бата та забезпечували променади, циркулюючі бібліотеки та приміщення для зборів.:9 Під час морського купання або занурення чоловіки та хлопчики були голі, жінкам і дівчатам заохочували занурюватись у вільному одязі. Скарборо був першим курортом, який надав купальні машини для переодягання. Деякі люди поширили це на купання в морі, і до 1736 року його бачили в Брайтоні та Маргейті, а пізніше в Ділі, Істборні та Портсмуті.:12
В Англії купання в морі представників нижчих класів було помічено в Саутгемптоні Томасом Греєм у 1764 році та в Ексмуті в 1779 році. У Ланкаширі жінки та чоловіки, які працювали, разом купалися голяка в морі в 1795 році: «Нижчі верстви людей обох статей здійснювали щорічне паломництво до Ліверпуля, де вони годинами купалися в солоній воді під час кожного припливу в безладних кількостях і не дуже соромилися зовнішністі».:11

##### ХІХ століття

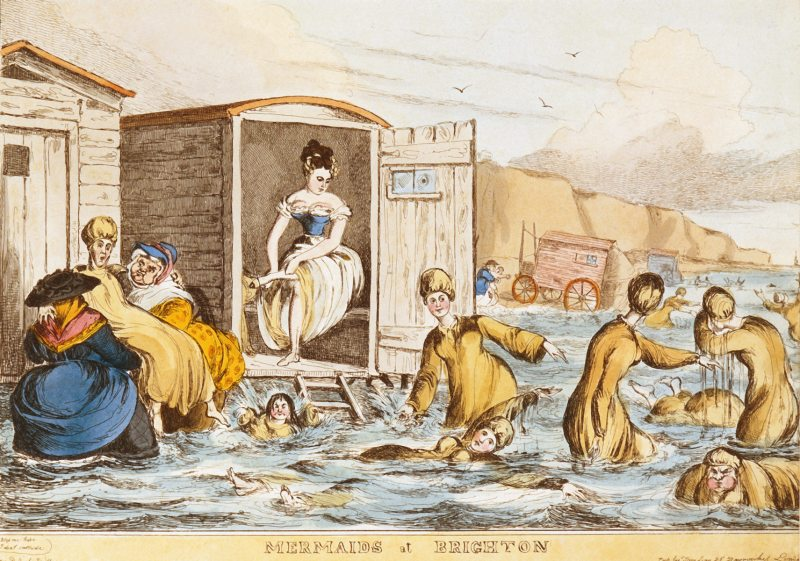
«Русалки в Брайтоні» Вільяма Хіта, близько 1829 року, зображує жінок, які купаються в морі з купальними машинами.

На початку вікторіанського періоду в Англії чоловіки та хлопчики зазвичай купалися оголеними в морі біля купальних машин, якими користувалися жінки. Було зроблено певні зусилля для виділення окремих ділянок пляжу для чоловіків і жінок. В огляді приморських курортів 1842 року зазначено, що голі чоловіки в морі були основною привабливістю для відвідувачів Рамсгейта, включаючи жінок. Письменник вважає, що це нічим не відрізняється від жінок, які розглядають зображення оголених чоловіків у художніх галереях, майже оголених чоловіків у опері чи робітників у воді. На річці Червелл біля Оксфордського університету місце для купання оголених чоловіків було відоме як Parson's Pleasure.
У другій половині ХІХ століття зростання впливу християн- євангелістів спричинило переоцінку організації змішаного купання. Моральний тиск змусив деякі міські ради встановити зони для окремого купання жінок і чоловіків. Ці території не охоронялися поліцією; змішане купання було популярним заняттям. Курорти намагалися заспокоїти євангелістів, не турбуючи традиційних купальників. Існує дуже мало записів про те, як магістрати забезпечували дотримання підзаконних актів. У 1895 році Cosmopolitan повідомляв: «На більшості англійських курортів купання в баффі доступне до восьмої години ранку», тоді як у Брайтоні, Вортінгу, Гастінгсі, Бексгіллі, Богнорі та Фолкстоні все ще допускалося купання оголеним у будь-який час доби, у районах, що віддалені від центральних зон купання.
Кальсони, або калесони, як їх називали (fr: caleçon de bain), почали використовувати в 1860-х роках. Вже тоді багато протестували проти них і хотіли залишитися оголеними. Преподобний Френсіс Кілверт, англійський священик і оголений плавець, описав чоловічі купальні костюми, які почали використовувати в 1870-х роках, як «пару дуже коротких червоно-білих смужок». Уривки із щоденника Кілверта показують перехід в Англії 1870-х років від прийняття оголеного купання до прийняття купальних костюмів. Кілверт описує «чудове відчуття свободи, коли ти роздягаєшся просто неба й бігаєш голим до моря».
У 1895 році газети «Дейлі Телеграф», «Стандарт», «Дейлі Графік» і «Дейлі Мейл» провели кампанію за відновлення змішаного купання на всіх курортах, вказуючи на те, що його заборона роз'єднує сім'ї та спонукає їх їздити на відпочинок за кордон. Комерційний тиск переміг моральний тиск. Морські купання перестали робити з міркувань здоров'я, а робили переважно для задоволення. Коли окремі пляжі в місті зникли, купальні костюми для чоловіків стали частиною комерційного пакету, а купання в оголеному стилі припинилося.

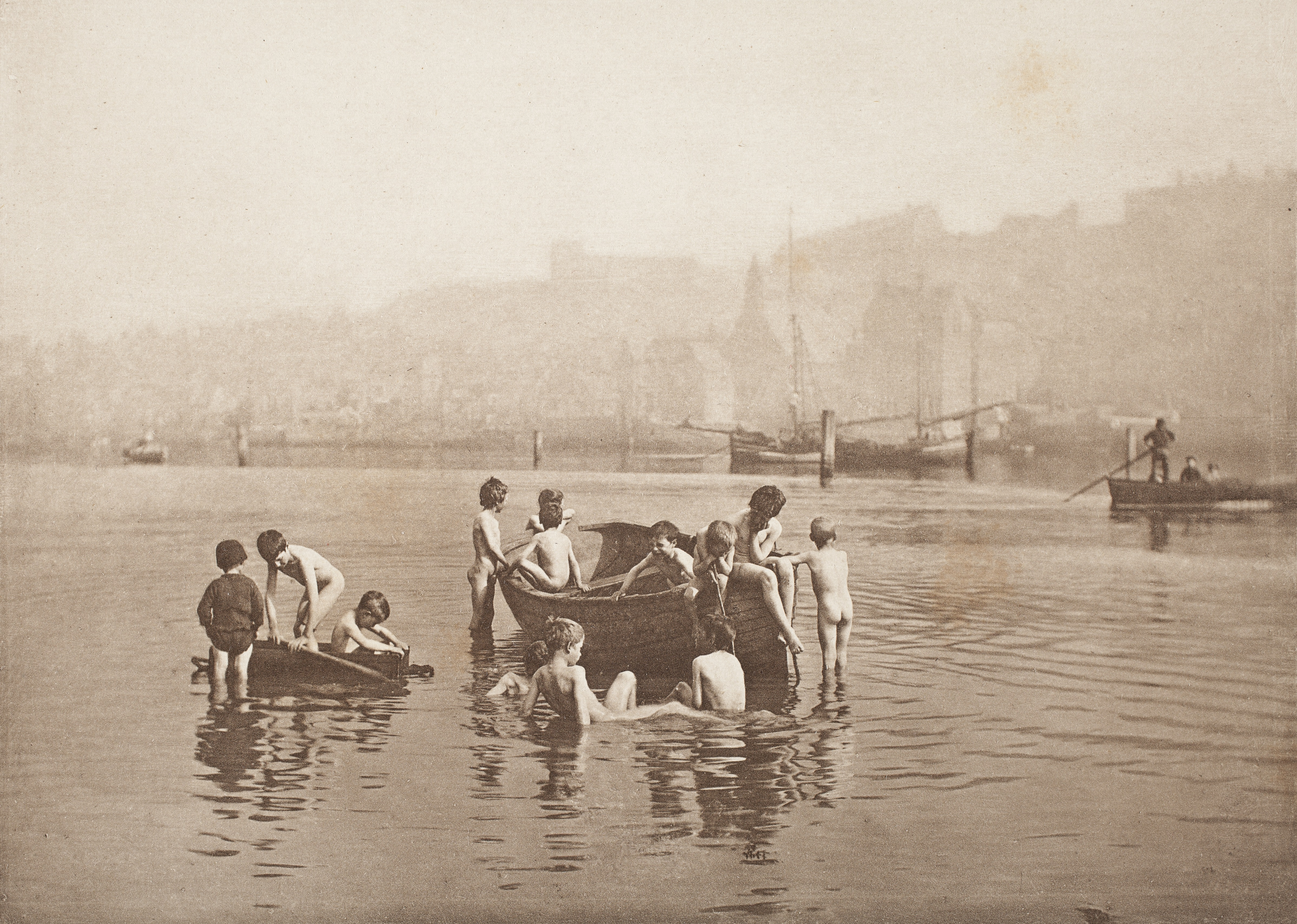
«Водяні щури», Френсіс Саткліфф, 1886

Запровадження змішаного купання по всій Європі та в інших країнах, безумовно, створило тиск на те, щоб купальні костюми носили обидві статі. Однак, навіть в останні дні вікторіанської епохи, в той час як всі жінки зазвичай носили скромне купальне вбрання, багато хлопчиків у вікторіанській Англії, навіть у змішаному гендерному середовищі, все ще купалися і гралися на пляжах повністю голими. Стаття, опублікована 23 серпня 1891 року в газеті Syracuse Sunday Herald, свідчить про те, що голі хлопчики до 15 років були проблемою для американських батьків, які мали дочок і читали:
"Спантеличений американець" пише до London Standard, що він не може взяти свою маленьку доньку погратися на піску на британському морському курорті без того, щоб її не оточували натовпи голих хлопчиків. Англійський друг розповів йому, що вони дозволяють своїм дочкам грати з голими хлопчиками з десяти років, але проводять межу в п'ятнадцять років.

#### Південна Африка
З 1873 року міська рада Східного Лондона, Східний Кейп, оприлюднила заходи щодо контролю за часом плавання, одягом і особливо роздільними зонами для плавання для чоловіків і жінок. Ці правила були занадто консервативними та обмежуючими для жителів цього прибережного міста, і протягом кількох десятиліть вони були предметом судових баталій або просто ігнорувалися. Суперечка була остаточно вирішена в 1906 році, коли було дозволено змішане купання за умови, що і чоловіки, і жінки повинні носити відповідні купальні костюми.

#### Сполучені Штати
Бенджамін Франклін і Джон Квінсі Адамс були відомі тим, що купалися голими.
У 1850 році в Гранд-Рапідс, штат Мічиган, було вирішено питання про те, що як чоловіки, так і жінки купалися оголеними в Гранд-Рівер, прийнявши постанову, яка дозволяла цю діяльність лише вночі, між 8 вечора та 5 ранку.

## ХХ століття
|                                                                     |
| В Англії хлопчики купаються голяка, а дівчатка в костюмах, 1910 рік |

|                                                                        |
| Оголені хлопці, одягнені дівчата на Трафальгарській площі, бл. 1912 р. |

|                                                       |
| Заняття з плавання для хлопчиків, Англія, бл. 1914 р. |

|                                                             |
| Двоє оголених хлопчиків ідуть дорогою до купальні, 1919 рік |

З початку ХХ століття в західних країнах розвинувся натуристський рух, який прагне повернутися до несексуальної оголеності під час плавання та під час інших відповідних видів діяльності.

### Канада
Наприкінці ХІХ — на початку ХХ століття використання податкових надходжень для забезпечення громадських ванн для чоловіків із робітничого класу не було політично популярним у Лондоні, Онтаріо, тоді як приватні установи обслуговували середній і вищий класи. Це включало плавання в Християнській асоціації для юнаків, яке вимагало членства або сплати внеску. Однак проблема публічного оголення чоловіків під час плавання та купання у відкритих водоймах була визнана. Зусилля регулювати купання оголеним за допомогою законів, які забороняють це робити в денний час, не запобігли збільшенню кількості інцидентів у 1860-1880-х роках з боку робітників і хлопчиків.
У ХІХ столітті хлопцям і чоловікам із робітничого класу в Торонто купатися оголеними в річках Хамбер і Дон було дозволено у відокремлених місцях для купання, тоді як в інших місцях це було офіційно заборонено. Багато хто вважав занурення в худі невинним заняттям для молодих чоловіків, якщо воно не втручається в почуття жінок. У ХХ столітті ріст міст порушив цю ізоляцію, а також створив проблему забруднення води. Розбудова пляжів у районі Саннісайд на набережній озера Онтаріо ознаменувала кінець оголеному купанню просто неба.
Як і в Сполучених Штатах, в Християнській асоціації для юнаків чоловіки плавали оголеними, поки не з'явилися студентки.

### Китай
У 2004 році після того, як кілька студентів місцевого університету купалися там, на березі річки в громадському парку в провінції Чжецзян були розміщені таблички, які оголошували частину пляжу нудистом. Після скарг інших відвідувачів парку знаки були видалені, хоча офіційно в Китаї немає закону, що забороняє купатися голим. Під час хвилі спеки в липні 2005 року було відзначено кілька випадків, коли чоловіки купалися голяка.

### Англія
В англійських школах для хлопчиків (наприклад, гімназія Манчестера) учні пригадують, що плавання оголеним було обов'язковим принаймні з 1930-х до 1970-х років. Офіційної причини такої практики не було названо, але деякі згадують про проблему в перші роки, коли волокна з вовняних купальників забивали фільтри басейну. Однак купання в голому стилі продовжувалося, коли з'явилися сучасні матеріали для купальників.

### Німеччина

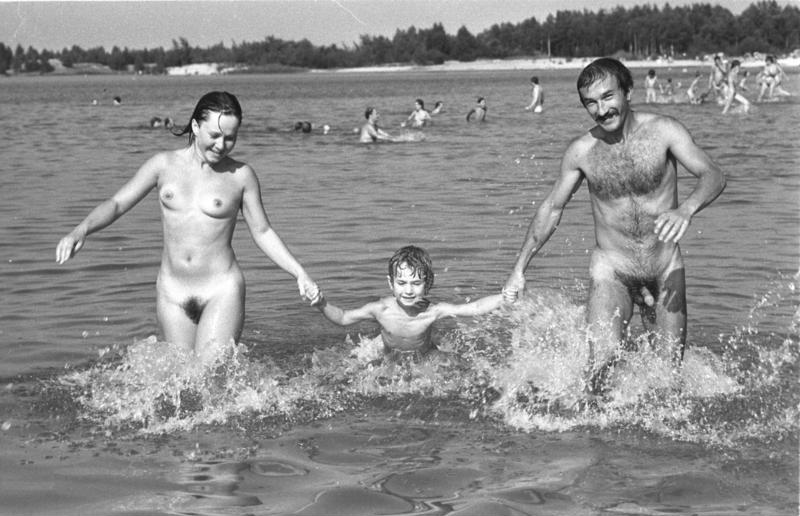
Оголені плавці на озері Зенфтенберг, Східна Німеччина, 1983 рік

Змішане ґендерне купання в озерах, річках і на пляжах після Першої світової війни було частиною соціальної лібералізації у Веймарській республіці. Деякі плавці були частиною організованого натуристського руху, інші прагнули лише втекти від економічних і політичних потрясінь. Економічні проблеми скасували підтримку басейнів та інших рекреаційних закладів, ці потреби були замінені «диким купанням» у природних водоймах.

### Греція
У 1870-х роках у морських купаннях на афінському узбережжі домінували чоловіки з робітничого класу, які плавали оголеними. З початком ХХ століття були створені курорти для середнього класу, який суперечив чоловічій наготі. Це було вирішено шляхом створення окремих зон для купання чоловіків і жінок, але це стало важко забезпечити. У 1910-х роках почалося купання для обох статей і стало фактичним плаванням убік від берега, а не вбрід. Жіноче пляжне вбрання за стандартами минулих років стало «напівоголеним», оголюючи жіночі руки і ноги.

### Сполучені Штати Америки

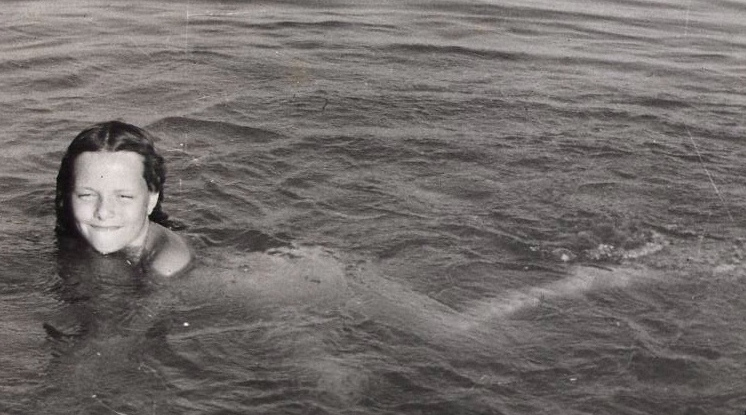
Дівчина оголена плаває в озері в 1942 році

У Сполучених Штатах молоді люди, переважно хлопці, занурювалися в худий одяг, були поширені в сільській місцевості по всій країні. У міру зростання таких міст, як Логан, штат Юта, Гумбольдт, штат Айова, та Діксон, штат Іллінойс, у 1890-х роках, традиційні місця стали більш помітними для громадськості, а місцеві постанови забороняли купання оголеним. Проте, їх було важко виконати, або вони стосувалися дуже маленьких дітей, яких не карали. У 1907 році в Нешвіллі, штат Теннессі, заступники шерифів не вжили жодних заходів, щоб припинити купання голими чоловіками та хлопчиками в річці Камберленд, якщо вони перебували за межами населених пунктів.
У 1927 році спонсор Каліфорнійського запливу через Ла-Манш між островом Каталіна та материком оголосив одяг необов'язковим. Двоє темношкірих плавців заявили про свій намір плавати оголеними, як і кілька інших жінок, заявивши, що наявні костюми є недоліком.
Президент США Теодор Рузвельт у своїй автобіографії описав купання оголеними в Потомаку зі своїм «тенісним кабінетом»: «Якщо ми плавали в Потомаку, ми зазвичай знімали одяг».
Ернест Томпсон Сетон описує голий дипінг як один із перших видів діяльності індіанців Вудкрафта, попередника скаутського руху, у 1902 році. У статті 1937 року про плавання в літніх таборах бойскаутів у штаті Вашингтон не згадується, що майже на всіх фотографіях хлопчики оголені. В описах особливих «карнавальних» днів, які були в курсі, не згадувалося, чи були доступні купальники. У ньому зазначено: «І хлопці, і дівчата насолоджуються гострими відчуттями від купання оголеними, тому іноді костюми можна відкинути для нічного занурення». Нічне купання дозволялося лише в таборах, де це було безпечно. У 1937 році хлопчики, які плавали оголеними в струмках Атланти, штат Джорджія, призвели лише до попереджень.
Серед особливостей сільської місцевості Вермонта, яку охопив розвиток у 1970-х роках, редакційна стаття згадує видалення лісів, які захищали ставки, де хлопчики купалися голі протягом 200 років. Літні жителі Дунканвілла, штат Техас, десятиліттями пам'ятали «Блакитну діру» на Тен-Майл-Крік, що в кількох сотнях футів на захід від Мейн-стріт, як місце для купання. У 1967 році погана поведінка, включаючи пияцтво, бійки та нещасні випадки, призвела до скарг і закликів зробити це місце забороненим.

#### Плавання в критих басейнах

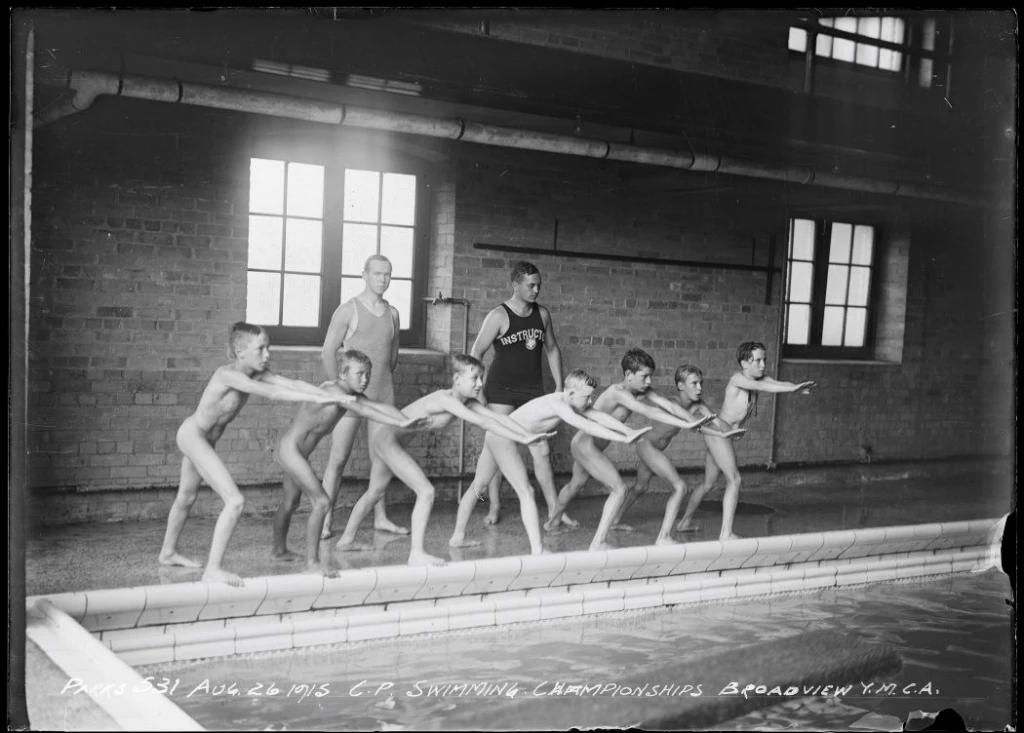
Урок плавання в ХАЮ, 1915 рік

Спочатку чоловіки та хлопчики плавали оголеними у критих басейнах, як раніше було прийнято в озерах і річках. В Християнській асоціації для юнаків скрізь було плавання оголеним, починаючи з 1890-х років, аж до 1960-х років вони стали студентами. Враховуючи межі хлорування на той час, для підтримки якості води використовувалися поведінкові заходи. У 1933 році, окрім рекомендацій щодо оголення, усі купальники повинні були спорожнити сечовий міхур і прийняти душ перед входом у басейн. Людям із захворюваннями шкіри та дихальних шляхів відвідування басейну було заборонено. У 1940 році експерти з охорони здоров'я продовжували віддавати перевагу хлопчикам, які носили купальні костюми лише в басейнах, видимих для обох статей. Дівчатам видавали бавовняні костюми, які можна було кип'ятити для дезінфекції між використаннями; вовняні костюми, які використовували хлопчики, не могли, тому що вони зменшувалися. Було також відмічено, що вовняні костюми, які раніше використовувалися в солоній воді, не можна було ефективно прати, оскільки сіль перешкоджає спінюванню мила. У 1926 році довідник стандартів Американської асоціації громадського здоров'я (ААГЗ) рекомендував, щоб у закритих плавальних басейнах, якими користуються чоловіки, було прийнято правила купання голими, а в закритих басейнах, які використовували жінки, вимагалися купальники «найпростішого типу». Студентам не рекомендується приносити власні костюми, оскільки заклади не контролюють дезактивацію.
У 1947 році також плавали оголеними на своїх уроках дівчата школи Ліберті в Хайленд-Парку, штат Мічиган. Хлопчики роками не носять костюми, дівчата просять зробити те саме, щоб приділяти їм більше часу в басейні, а не переодягатися. Через шість тижнів дівчатам у середній школі наказали носити костюми, але дівчата початкової школи продовжували бути оголеними. Дотримуючись побажань батьків, які вважали, що старші дівчата повинні поводитися скромно, усі члени правління не погодилися, заявивши, що «моральних проблем тут немає».
Нові розробки в області хлорування басейнів, фільтрації та нейлонових купальників змусили ААГЗ у 1962 році відмовитися від своєї рекомендації щодо купання голими для чоловіків. Однак звичай припинився не відразу. У 1970-х роках впровадження змішаного плавання призвело до поступової відмови від плавання оголених чоловіків у школах. Правила Федерального розділу IX, які передбачають рівність у фізичному вихованні, змусили більшість шкіл перейти на спільне навчання в спортзалах до 1980 року, поклавши край оголеному плаванню в державних школах. У ХХІ столітті цю практику забули, заперечували її існування або розглядали як приклад сумнівної поведінки в минулому, яка більше не є прийнятною. Однак юнгіанський психоаналітик Баррі Міллер вважає втратою сексуалізацію оголеного тіла в ситуаціях, які стосуються лише чоловіків, наприклад у роздягальнях і басейнах.

## Сучасні практики

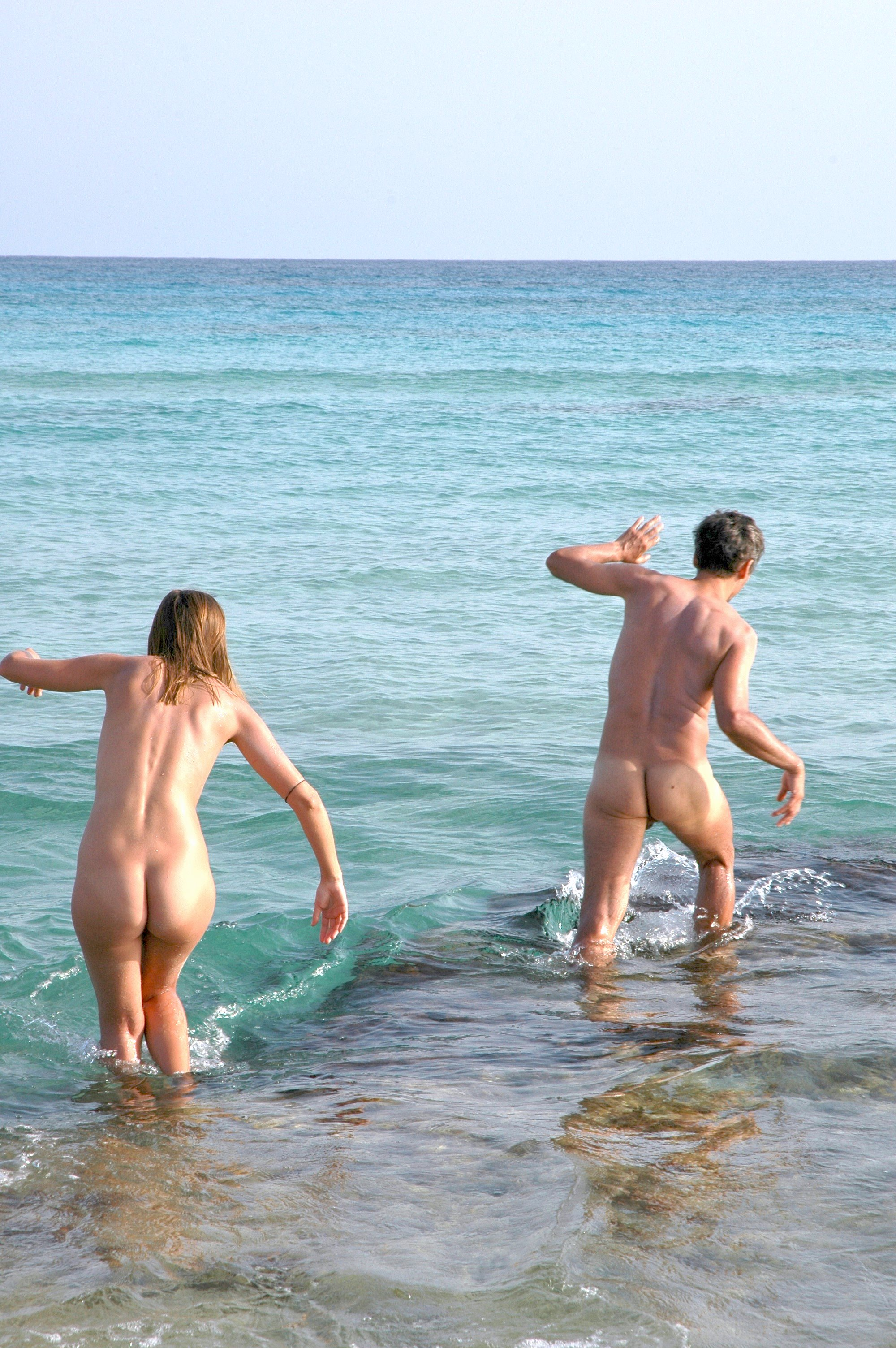
Оголені чоловік і жінка заходять у воду на пляжі Форментера, Іспанія

У багатьох країнах у ХХІ столітті оголене плавання здебільшого відбувається на нудистських пляжах, у натуристських закладах, у приватних басейнах або у відокремлених чи відокремлених громадських місцях для купання. Деякі західні країни, як-от Канада та Велика Британія, не мають законів, які забороняють купання оголеним у громадських місцях, але деякі країни світу суворо дотримуються різних законів, які забороняють оголене тіло в громадських місцях, зокрема купання оголеним. Деякі юрисдикції, де діють закони про заборону наготи в громадських місцях, можуть закривати очі на випадки занурення в худі залежно від обставин, оскільки поліцейські на місці відмовляються проводити арешти.
Опитування, проведене Ропером у 2006 році, показало, що 25 % усіх дорослих американців принаймні один раз купалися голими, а 74 % вважають, що купання оголеним у прийнятних місцях є допустимим. Плавання оголеним досить поширене в сільській місцевості Сполучених Штатів, де несподівані відвідувачі менш ймовірні. Однак у деяких місцях навіть таке купання заборонено законом. Федерального закону проти наготи немає. Нудистичні пляжі, такі як Бейкер-Біч у Сан-Франциско, працюють у федеральних парках Каліфорнії. Однак відповідно до положення під назвою «супутня юрисдикція» федеральні рейнджери парків можуть застосовувати державні та місцеві закони щодо заборони наготи або запрошувати місцеву владу робити це. Голі дипперси зазвичай справляються з цим, стежачи за місцевими патрулями, які, як правило, не намагаються знайти порушників. Багато плавців у Сполучених Штатах обмежують купання оголеними лише в приватних місцях через занепокоєння щодо ставлення до наготи в громадських місцях.
У Німеччині оголене купання більш поширене, ніж у багатьох інших країнах. Дослідження 2014 року показало, що німці (28 %) найчастіше з усіх опитаних націй були оголеними на пляжі. Оскільки міські річки в Європі стають чистішими, а жителі все частіше шукають порятунку від підвищення температури, багато хто купається або засмагає оголеним.
9 червня 2018 року на пляжі Мегермор у графстві Віклоу, Ірландія, було встановлено світовий рекорд із найбільшого занурення у воду — 2505 осіб. Рекорд було встановлено на щорічному жіночому заході, відомому як Strip and Dip, який створила Дейрдра Фізерстоун, яка пережила рак. Подія 2018 року збирала кошти для національної благодійної організації для дітей, хворих на рак.

## Художні зображення
|                                 |
| "Купальня" Томаса Ікінса (1885) |

|                                            |
| "Сорок дві дитини" Джорджа Беллоуза (1907) |

|                                                                                     |
| Діти купаються біля човна (1910), данський художник Еміль Аксель Краузе (1871-1945) |

|                                                                                              |
| Обкладинка газети "Saturday Evening Post" (19 серпня 1911 року), художник Джей Сі Лейендекер |

|                                                          |
| "Переслідування - оголені плавці" Чарльза Шеннона (1922) |

Оголене плавання було звичайним сюжетом для старих майстрів — художників до ХІХ століття — та романтичних олійних картин, як правило, буколічних чи міфологічних чи історичних картин. Наприклад, шведські художники Георг Паулі та Андерс Цорн намалювали кілька сцен купання оголеного тіла.
Наприкінці ХІХ століття художники почали зображати оголених хлопчиків і чоловіків у реалістичних умовах. На картині «Купальці» Оноре Дом'є зображені молоді люди, які незграбно знімають свій одяг (символ репресій), і оголений низенький кремезний юнак, який обережно крокує у воду, яка символізує свободу. «Купальники Аньєр» Жоржа Сера використовують подібну символіку, щоб показати, як купальники позбавляються своєї повсякденної ідентичності, щоб миттєво ступити на сонячне світло.
Купальщиці у творі Томаса Ікінса «Плавальне місце» представляють різні етапи життя художника. Він підготувався до цього полотна, зробивши кілька фотографій своїх студентів, які веселилися в цьому місці. Картина зображує щасливу фізичну несамосвідомість, побачену через перспективу віку; ностальгія за молодістю. До 1880-х ця ностальгія за молодістю була шпоном, який ретельно приховував приховану гомосексуальність. Навпаки, були поети та художники, які протиставляли вільну юну красу тіл у воді з наближенням зрілості та відповідальності. Генрі Скотт Тьюк малював оголених купальщиць у м'якому, ідеалізованому стилі, навмисно уникаючи відкритої сексуальності.
Монументальні купальники Поля Сезанна походять із спогадів про щасливе дитинство, а не з прямих спостережень. Його друг Еміль Золя описав це як час, коли «вони були одержимі радістю занурюватися (голими) в глибокі басейни, де текла вода, або проводити дні абсолютно голими на сонці, сушитися на розпеченому піску, а потім знову пірнати в річку, щоб жити в ній…»
У пізніші періоди зображення оголених сцен плавання стали рідшими, але частіше зображували прості сучасні сцени. На обкладинці газети Saturday Evening Post від 19 серпня 1911 року була зображена Лейєндеккером троє хлопчиків; на обкладинці видання від 4 червня 1921 року була картина Нормана Рокуелла «Купатися заборонено», на якій були зображені хлопчики в різному стані, які роздягнені тікали від місцевої влади.

## У фільмах
Кілька фільмів включали сцени оголеного плавання, які викликали різну реакцію рецензентів і публіки.

### ХХ століття
- 1918 — «Купальня Теда» — німий комедійний фільм Кінга Відора; у ньому були фронтальні кадри з оголеними хлопчиками, які в деяких місцях, наприклад, у Чикаго, були піддані цензурі.[71]
- 1933 — Чеський фільм «Екстаз» режисера Густава Махати був заборонений у багатьох країнах і підданий цензурі в інших. У фільмі була сцена купання оголеною за участю Геді Ламар, яка дебютувала у фільмі.[72]
- 1934 — У фільмі «Тарзан і його подруга» головна героїня (зіграна дублером) плавала оголеною. Однак релігійні групи пролобіювали, щоб цю сцену було вилучено. Зараз існує три версії цього фільму.[73]
- 1943 — У фільмі «Наречена-дитина» головна героїня, 12-річна Ширлі Міллз, плавала оголеною. Ця сцена вважається найбільш помітною у фільмі.[74]
- 1954 — «Райський сад» — нудистський фільм режисера Макса Носсека з Сюзан Латтимор у головній ролі. У справі Excelsior Pictures проти Ради регентів штату Нью-Йорк Апеляційний суд штату Нью-Йорк постановив, що оголеність на екрані не є непристойною, дозволивши більш відкрите зображення оголеної натури в кіно.[75]
- 1960 — «Нудистська історія» — британський фільм режисера Ремсі Геррінгтона, дія якого розгортається в сонячному таборі «Ейвонмор», де люди різного віку плавають у басейні табору.[76]
- 1960 — фільм «Полліанна» починається з великого плану оголеного 7-річного білявого хлопчика Вільяма Беца на мотузяній гойдалці, що спускається у Вайт-Сульфур-Спрінгс, Санта-Роза, Каліфорнія; його мати була у масовці фільму. Цей мотив показував, що Гаррінгтон був звичайним «маленьким американським містечком», де «народ» насолоджувався звичайними справами. Дісней має репутацію морально консервативної компанії, тому купання хлопчиків голяка було повсякденною подією.[77][78][79]
- 1962 — У незавершеному американському фільмі Джорджа К'юкора «Щось треба віддати» є довга сцена, в якій Еллен Вагстафф Арден (Мерилін Монро) плаває оголеною в басейні свого будинку. Вона намагається заохотити свого чоловіка Ніколаса Ардена (Дін Мартін) приєднатися до неї, а також ненавмисно шокує страхового агента (Філ Сільверс), який завітав на коротку зустріч з її чоловіком після того, як вона вийшла з басейну.
- 1965 — У фільмі «Хроніки самотнього хлопчика» («Crónicas de un Niño Solo»), аргентинського режисера Леонардо Фавіо, є довга сцена, яка показує групу дітей, що купаються і гуляють оголеними в лісовому озері.[80]
- 1968 — В американському фільмі «Планета мавп» режисера Франкліна Шаффнера є сцена, в якій Джордж Тейлор (Чарлтон Гестон), Лендон (Роберт Ганнер) і Додж (Джефф Бертон) плавають голими в прісноводному озері з пишною рослинністю посеред безлюдної пустки, в той час як їхній одяг викрадають і шматують примітивні німі люди.[81]
- 1968 — «Роббі» — американський фільм режисера Ральфа К. Блумке, натхненний історією про Робінзона Крузо. У фільмі головні чоловічі ролі, 9-річний Роббі (Воррен Раум) і 10-річний П'ятниця (Ріп Сіані), разом гуляють, граються і купаються в морі в оголеному вигляді під час кількох довгих сцен, які показують повну наготу обох хлопчиків.[82] Як наслідок, фільм не отримав широкого прокату, оскільки потенційні дистриб'ютори були насторожені великою кількістю оголеної натури у фільмі.[83] Фільм знімався на острові В'єкес у Пуерто-Рико, на тому самому острові, де п'ятьма роками раніше був знятий «Володар мух».[84]
- 1969 — «Вік згоди». У фільмі режисера Майкла Пауелла розширена сцена показує Гелен Міррен (24 роки), яка грає дівчинку-підлітка, що плаває під водою в австралійському рифі.[85]
- 1969 — Американський фільм «Мій бік гори» режисера Джеймса Б. Кларка містить коротку сцену, в якій виконавець головної ролі Сем Ґреблі (Тедді Екклз) купається голяка в лісовому озері.[86]
- 1969 — У мексиканському фільмі «Велика пригода» («La Gran Aventura») режисера Роберто Родрігеса є коротка сцена, в якій Пепе (Хуліан Браво) і Хуаніто (Ніно дель Арко) плавають голими в озері разом зі своїм домашнім собакою, перш ніж зіткнутися обличчям до обличчя і втекти від бугая.[87]
- 1970 — Американський документальний фільм «Вудсток» (Woodstock) режисера Майкла Водлі включає сегмент, присвячений тим, хто купається у ставку оголеним, і розповідає про його переваги та символізм щодо цієї події.
- 1971 — «Останній кіносеанс» — американський фільм Пітера Богдановича, який розповідає про вечірку купання голяка в будинку одного з підлітків.
- 1971 — «Кріста» — данський фільм режисера Джека О'Коннела (в англійській версії — «Swedish Fly Girls») про стюардес, які мешкають у квартирі в Копенгагені, де багато побутової оголеності, а також про відвідини нудистського пляжу, де бувають сім'ї з дітьми.[88]
- 1971 — У австралійсько-британському фільмі «Прогулянка» режисера Ніколаса Роеґа акторка Дженні Егаттер та актори Девід Ґульпіліл і Люк Роеґ плавають оголеними. Сцени купання відбуваються в кількох водоймах в австралійській глибинці, протягом тривалого часу відірваних від цивілізації.[89]
- 1972 — «Діти генезису» — художній фільм режисера Ентоні Айкмана. Хоча американська рейтингова адміністрація назвала його «дуже доброзичливим», він отримав рейтинг «Х». З тих пір він залишається суперечливим через кілька довгих сцен з повною оголеністю, які показують велику групу хлопчиків-підлітків, які разом гуляють, танцюють і купаються голими на пляжі.
- 1974 — В американському фільмі «Візит до сина вождя» режисера Ламонта Джонсона є коротка сцена, в якій Кевін (Джон Філіп Хогдон) і його друг Кодоньо (Джессі Кінару) плавають і граються голяка в озері, в якому також є кілька бегемотів. Коли Кевін заходить у воду, знявши з себе весь одяг, Кодоньо зауважує, що помітив, що його друг вже обрізаний. Через цю сцену фільму спочатку був присвоєний рейтинг R. В інтерв'ю 1974 року Джонсон заявив: «Чотири кадри фільму, в яких ледь помітний вигляд пеніса 12-річного хлопчика з'являвся в підводному епізоді, дали моєму фільму „Візит до сина вождя“» рейтинг R, поки не був підірваний небажаний підсвідомий спалах, щоб усунути його. Те, що мій фільм, від задуму до остаточного монтажу — безсоромна картина про сім'ю, дітей і тварин в Африці — має такий самий рейтинг, як і «Екзорцист», є непристойністю, що свідчить про нашу національну хворобу цензури".[90]
- 1974 — «Vang Vir My 'n Droom» («Плями на моєму леопарді» / «Злови мене уві сні») — південноафриканський фільм режисера Тіма Спрінга за сценарієм К. Ф. Байєрс-Бошоффа.[91] У фільмі є довга початкова сцена, в якій головний герой, Роббі де Ріддер (Марк Гоплі), бігає, грається і купається в морі голяка поруч із гепардом.
- 1975 — У фільмі «Щелепи», американському фільмі Стівена Спілберга, є коротка сцена, що показує Кріссі Воткінс (Сьюзен Бекліні), молоду жінку, яка плаває оголеною в океані вночі, перш ніж її вбиває велика біла акула.[92]
- 1979 — «Блакитний птах» — німецький фільм, знятий Ульріхом Вайсом за сценарієм Герда Геріке, написаним на основі роману Анни Мюллер-Танневіц 1950 року. У фільмі є довга сцена, в якій головний герой Джордж Растер (Робін Єгер) разом зі своїм прийомним батьком-ірокезом Малим Ведмедиком (Георге Патру) та його маленькою донькою Малією (Нікуліна Урсару) граються, купаються та рибалять голяка в лісовій річці.[93]
- 1980 — «Блакитна лагуна» — американський фільм, знятий Рендалом Клейзером за сценарієм Дугласа Дея Стюарта, написаним на основі роману Генрі Де Вере Стакпула 1908 року. Наприкінці вікторіанської епохи двоє двоюрідних брат і сестра, дев'ятирічний Річард і семирічна Еммелін Лестрейндж, а також кок Педді Баттон зазнають корабельної трощі на тропічному острові в південній частині Тихого океану. Діти, яких грають Гленн Кохан та Ельва Джозефсон, граються та купаються голяка на пляжі. Коли Педді помирає, випивши бочку рому, дія фільму переноситься до Еммелін (Брук Шилдс, 14 років) і Річарда (Крістофер Аткінс, 18 років), які вже стали підлітками. Підводні сцени, де Еммелін плаває оголеною, були зняті з дорослим двійником. У сценах, де Шилдс знімається топлес, її довге волосся прикриває груди, в той час як Аткінс сам знімається в оголених сценах, в тому числі повністю фронтально.
- 1980 –Американський фільм «Повернення Секунди 7», написаний і знятий Джоном Сейлзом, містить сцену купання голяка з повною фронтальною чоловічою наготою.
- 1982 — «Рай» — канадський фільм режисера Стюарта Ґілларда. Дія відбувається в георгіанську епоху, коли хлопчик і дівчинка-підлітки, рятуючись від работорговця, купаються голяка в оазисі.[94]
- 1982 — Американський фільм «Літні коханці» режисера Рендала Клейзера містить дуже коротку сцену, в якій Майкл Паппас (Пітер Галлагер), Кеті Фезерстоун (Деріл Ганна) і Ліна Бруссар (Валері Квеннессен) купаються в морі оголеними, що є частиною монтажної послідовності.
- 1983 — Американський фільм «Йентл», знятий Барбра Стрейзанд у співавторстві з Ісааком Башевісом Зінгером за мотивами оповідання"«Йентл: Хлопчик з єшиви», режисером, сценаристом і продюсером. Стрейзанд грає жінку, яка перевдягається в чоловіка («Аншель»), щоб відвідувати єшиву. Довга сцена показує Авігдора (Менді Патінкін) та інших студентів-чоловіків з єшиви, які купаються голяка в лісовому озері. Авігдор вмовляє Аншель приєднатися до них, що розкриє її обман.[95]
- 1984 — «Грейсток: Легенда про Тарзана, повелителя мавп», американсько-британський фільм режисера Г'ю Гадсона, показує актора Денні Поттса, який плаває оголеним. Сцена купання голяка відбувається після нападу чорної пантери на горилу, коли 5-річний Тарзан вчиться плавати. Актор Ерік Ланглуа також з'являється оголеним у деяких сценах, де Тарзан зображений 12-річним.
- 1985 — У британському фільмі «Кімната з видом» режисера Джеймса Айворі є коротка сцена, в якій троє героїв-чоловіків купаються голяка у ставку (з фронтальною оголеністю), і на них натрапляють героїні, що гуляють у лісі. У попередній сцені Люсі Ханічерч (Гелена Бонем Картер) згадує своєму нареченому Сесілу Вайсу (Денієл Дей-Льюїс), що в дитинстві вона «купалася» в одному ставку зі своїм братом Фредді, поки її не викрили.[96]
- 1986 — «Діти меншого Бога» — американський фільм режисера Ранди Хейнс. Головні герої — Джеймс Лідс (Вільям Герт), вчитель школи для глухих, і глуха жінка Сара Норман (Марлі Матлін), яка працює прибиральницею. Джеймс зустрічає Сару пізно ввечері під час купання оголеною в шкільному басейні, де зізнається, що закохується в неї, а потім падає (навмисно) в басейн повністю одягненим.
- 1990 — «Phares d'ouest: Dans le sillage de Christoph Colomb» («Західне сяйво: Слідами Христофора Колумба») — французький документальний фільм режисера Бернара Поджі. Дванадцять підлітків (віком від 10 до 15 років) з французької експериментальної школи L'Ecole en Bateau («Плавуча школа») вирушають в унікальну освітню експедицію. Плаваючи на 3-щогловій рибальській шхуні «Керрек Вен», вони слідують за мандрівками Христофора Колумба з Севільї до Карибського басейну та Венесуели. У фільмі є довга сцена, яка показує, як хлопчики граються та купаються в морі голяка.[97]
- 1993 — У фільмі «Дім духів», режисера Білле Августа, є коротка сцена, що показує молодих Бланку Труебу (Ханна Тейлор-Гордон) і Педро Терсеро (Джош Магуайр), які граються голяка в лісовій річці, перш ніж їх раптово розлучає її батько Естебан Труеба (Джеремі Айронс).[98]
- 1993 — Американський фільм «Боротьба Ернеста Гемінґвея» режисера Ранди Хейнс містить довгу сцену, в якій яскравий відставний моряк Френк (Річард Гарріс) плаває голяка в озері під час риболовлі на човні разом зі своїм другом-перукарем-інтровертом Волтером (Роберт Дюваль). Френк вмовляє і врешті-решт переконує друга приєднатися до нього. Волтер погоджується, але перед тим, як зануритися у воду, складає весь свій одяг на сидінні човна.

### ХХІ століття
- 2001 — «І твою маму теж», мексиканський фільм режисера Альфонсо Куарона, містить довгу підводну сцену з головними чоловічими ролями Хуліо Сапати (Гаель Гарсія Берналь) і Теноха Ітурбіде (Дієго Луна), які плавають оголеними в порожній басейн мотелю.[99]
- 2007 — «Тепер я йду у дику далечінь», американський фільм режисера Шона Пенна, містить дуже коротку сцену, в якій Кріс МакКендлесс (Еміль Гірш) плаває оголеним у річці.[100]
- 2008 — «Акварелі», американський фільм режисера Девіда Олівераса, містить довгу сцену, в якій Картер Мелман (Кайл Клер) плаває оголеним у порожньому шкільному басейні після закінчення робочого дня. Він вмовляє і зрештою переконує свого сором'язливого однокласника Денні Вілера (Тай Олсон) приєднатися до нього. Денні погоджується, але заходить до басейну в нижній білизні.[101]
- 2009 — «Самотній чоловік», американський фільм режисера Тома Форда, містить коротку сцену, в якій Джордж Фальконер (Колін Ферт) і його учень Кенні Поттер (Ніколас Холт) разом грайливо купаються в морі оголеними вночі.[102]
- 2010 — «Піраньї 3D», тривимірний комедійний фільм жахів, який демонструє оголене підводне плавання Денні (Келлі Брук) і Крістал (Райлі Стіл).[103]
- 2011 — «7 днів і ночей з Мерилін», американський фільм режисера Саймона Кертіса, містить сцену, в якій Мерилін Монро (Мішель Вільямс) купається в річці Темза з асистентом продюсера Коліном Кларком (Едді Редмейн).
- 2013 — «Дружба і ніякого сексу?», ірландсько-канадський фільм режисера Майкла Дауза, містить довгу сцену, в якій Воллес (Деніел Редкліфф) і Чантрі (Зої Казан разом купаються оголеними вночі, перш ніж зрозуміти, що їх одяг вкрали їхні друзі Аллан (Адам Драйвер) і Ніколь (Маккензі Девіс). Сцена була знята в Скарборо Блаффс .
- 2023 — Ніяких переживань, американський фільм режисера Джина Ступніцького, показує сцену, в якій Медді Бейкер (Дженніфер Лоуренс) купається на пляжі з худим підлітком Персі Бекером (Ендрю Барт Фельдман), коли їхній одяг забирають п'яні підлітки. . Медді виходить із води голою, щоб битися зі злодіями.

## Подальше читання
- Carr, Karen Eva (18 липня 2022). Shifting Currents: A World History of Swimming. Reaktion Books. ISBN 978-1-78914-577-9.
- Chaline, Eric (15 серпня 2017). Strokes of Genius: A History of Swimming. Reaktion Books. ISBN 978-1-78023-890-6.
- Corbin, Alain (1 січня 1994). The Lure of the Sea: The Discovery of the Seaside in the Western World, 1750-1840. University of California Press. ISBN 978-0-520-06638-0.
- Dawson, Kevin (20 березня 2018). Undercurrents of Power: Aquatic Culture in the African Diaspora. University of Pennsylvania Press. ISBN 978-0-8122-4989-7.